# Volžskij rajon (Oblast' di Samara)
Il Volžskij rajon (in russo Волжский район?) è un rajon dell'Oblast' di Samara, nella Russia europea; il capoluogo è Samara. Istituito nel 1937, occupa una superficie di 2.481 chilometri quadrati e ospita una popolazione di circa 73.000 abitanti.